# Addlestone
Addlestone – miasto w Anglii, w hrabstwie Surrey, w dystrykcie Runnymede. Leży 30 km na południowy zachód od centrum Londynu. Miasto liczy 16 657 mieszkańców.